# Geghouni Tchittchian
Geghouni Tchittchian (en arménien Գեղունի Չիտչյան), née le 30 août 1929 à Gyumri, alors Leninakan, en république socialiste soviétique d'Arménie, est une compositrice et pédagogue soviétique puis arménienne.

## Biographie
Geghouni Tchittchian étudie à Erevan. Elle poursuit ses études en composition avec Grigor Yeghiazaryan au conservatoire Komitas d'Erevan.
Après avoir été diplômée, Geghouni Tchittchian travaille en tant que compositrice et est admise à l’Union des compositeurs d’Arménie ; à partir de 1971, elle enseigne en tant que maître de conférences au conservatoire Komitas d’Erevan, où elle devient, en 1982, professeure de musique,.
En 2009, elle est distinguée de la médaille Khorenatsi.
Son frère Genrich Tchittchian (1935-2013) était violoniste dans l’orchestre du Théâtre Kirov, devenu plus tard le Théâtre Mariinsky.

## Œuvres

### Œuvres instrumentales
- Quatuor à cordes, 1951
- Sonate pour violoncelle et piano, 1952
- Suite pour enfants pour orchestre, 1956
- Suite de ballet pour orchestre, 1957
- Yeritasardakan (jeunesse), pour orchestre, 1960
- 7 tableaux pour enfants pour orchestre, 1964
- Tableaux pour enfants pour piano, 1966
- Bari lujs!, pour orchestre, 1967
- Pièces pour trompette et piano, 1970
- Suite pour ensemble de violons, 1970
- Bas-reliefs arméniens, pour piano, 1972
- Ensembles pour piano à quatre mains, 1976
- Concerto pour violon, 1976
- Pièces pour trompette et piano, 1977
- 2 pièces pour quintette à vent, 1977
- Sonate pour trompette et piano, 1979
- Pièces pour oud, shvi, kanun, 1981-1985
- Vardavar (Aube) pour piano à quatre mains, 1982
- Sonate pour violoncelle, 1983
- Concerto pour piano, 1984
- Sonate pour alto et piano, 1986
- Sonatine pour piano, 1987
- Symphonie de chambre (in memoriam Aram Khatchatourian) pour orchestre à cordes, 1988
- Quintette pour 4 flûtes et flûte solo, 1989
- Un album pour enfants pour piano, 1990
- Sonate pour oud et piano, 1990
- Croquis arménien pour trompette et piano, 2001
- Humoresque pour trompette et piano, 2001
- Sonate pour clarinette et piano, 2006
- Burlesco pour basson et piano, 2007
- Dentelle pour flûte et piano, 2007
- Noveletta pour basson et piano, 2007

### Œuvres vocales
- Mon Arménie, cantate (texte : G. Sarjan, M. Markaraian), 1959
- Concerto pour voix et orchestre, 1963
- Hayreni k’arer (Native Stones), suite (d’après Sylva Kapoutikian), 1966
- Les Saisons, cantate (texte : S. Kharazian, P. Mikaelian, Sarmen), 1972
- Le soldat inconnu. Épitaphe du poème (texte : S. Muradian), 1975
- Dzon Hayrenikin (An Ode to Home) (texte : Muradian), 1976
- Une feuille d’automne (texte : Ts. Shogents) , 1977
- L’Arbre d’Arménie, poème (texte : Muradian), 1980
- Trois prières, 2000

### Cycles de chansons
- 5 chansons (texte : Hovhannès Chiraz), 1955
- 5 chansons (texte : Yéghiché Tcharents), 1957
- Chansons d’amour, cycle de chansons (texte : Sylva Kapoutikian), 1961
- 5 chansons (texte : Parouir Sévak), 1964
- Ejer Isahakyantis (Versets Isahakian), cycle de chansons (texte : A. Isahakian), 1975
- 2 murmures, cycle de chansons (texte : V. Davtian), 1979
- La Montagne déclinée (texte : A. Saghian), 1981
- 4 chansons (texte : S. Safarian), 1993
- Surb hogi, cycle de chansons (texte : Nerses Pozapalian), 1995